# Xylesthia
Xylesthia is een geslacht van vlinders van de familie echte motten (Tineidae).

## Soorten
- X. albicans Braun, 1923
- X. horridula (Zeller, 1877)
- X. menidias Meyrick, 1922
- X. pruniramiella Clemens, 1859